# Шуледур
Шуледу́р (рос. Шуледур, марій. Шӱльӧдӱр) — присілок у складі Совєтського району Марій Ел, Росія. Входить до складу Ронгинського сільського поселення.

## Населення
Населення — 80 осіб (2010; 92 у 2002).
Національний склад (станом на 2002 рік):
- марі — 92 %